# محوطه تلکم چال (ب)
محوطه تلکم چال (ب) مربوط به پیش از اسلام است و در شهرستان رودبار، بخش مرکزی، روستای لویه واقع شده و این اثر در تاریخ ۱۴ مرداد ۱۳۸۲ با شمارهٔ ثبت ۹۳۸۹ به‌عنوان یکی از آثار ملی ایران به ثبت رسیده است.